# American Music Awards de 2003 (novembro)
O 31º American Music Awards foi realizado em 16 de novembro de 2003, no Shrine Auditorium, em Los Angeles, nos Estados Unidos. A cerimônia foi apresentada pelo comediante e apresentador estadunidense Jimmy Kimmel. A premiação reconheceu os álbuns e artistas mais populares do ano de 2003.

## Performances
| Artista                        | Canção                         | Apresentado por                |
| ------------------------------ | ------------------------------ | ------------------------------ |
| Britney Spears                 | "Me Against The Music"         | —                              |
| Kid Rock Twisted Brown Trucker | "Feel Like Makin' Love"        | —                              |
| P!nk                           | "Trouble"                      | Kiefer Sutherland              |
| Rod Stewart                    | "My Heart Stood Still"         | Cheryl Hines                   |
| Alan Jackson                   | "Remember When"                | Dennis Franz                   |
| Ashanti                        | "Rain on Me"                   | —                              |
| Clay Aiken                     | "Invisible"                    | Jimmy Kimmel                   |
| Ruben Studdard                 | "Superstar"                    | Jimmy Kimmel                   |
| Clay Aiken Ruben Studdard      | "Jesus Is Love"                | —                              |
| Hilary Duff                    | "Girl Can Rock" "So Yesterday" | JC Chasez                      |
| Evanescence                    | "Going Under"                  | "Weird Al" Yankovic            |
| Fleetwood Mac[a]               | —                              | Ryan Seacrest                  |
| Andre 3000                     | "Hey Ya!"                      | Justin Timberlake[b]           |
| Big Boi                        | "The Way You Move"             | Justin Timberlake[b]           |
| Toby Keith                     | —                              | Trista Rehn e Ryan Sutter[c]   |
| Toby Keith                     | "Stays in Mexico"              | Michael McDonald               |
| Sheryl Crow                    | —                              | —                              |
| 3 Doors Down                   | "Here Without You"             | Matchbox Twenty                |
| Sean Paul                      | —                              | —                              |
| Metallica                      | "St. Anger"                    | Chester Bennington Phoenix     |
| The Bomb Squad[d]              | "Sophistafunk"                 | Sara Rue Steven Curtis Chapman |

Notas
- a  A apresentação fora previamente gravada pois a banda encontrava-se na Alemanha no dia da premiação.[2]
- b  Ao vivo da Alemanha.[3]
- c  Participantes da 1ª temporada de The Bachelorette.[3]
- d  Vencedores do 3º Coca-Cola New Music Award.[4]

## Vencedores e indicados
| Prêmio Michael Jackson Artista Internacional do Ano                             | Prêmio Escolha da Audiência (apresentado por Alabama)                                                                          |
| ------------------------------------------------------------------------------- | --- |
| - Madonna - Christina Aguilera - Cher - Shania Twain - Justin Timberlake        | - Clay Aiken - Beyoncé - 50 Cent - Matchbox 20 - Tim McGraw - Justin Timberlake                                                |
| Cantor de Pop/Rock (apresentado por Jimmy Kimmel)                               | Cantora de Pop/Rock (apresentado por Lionel Richie e Paula Abdul)                                                              |
| - Kid Rock - Clay Aiken - John Mayer - Justin Timberlake                        | - Jennifer Lopez - Celine Dion - Avril Lavigne                                                                                 |
| Banda/Dupla/Grupo Pop/Rock (apresentado por Mark McGrath e Macy Gray)           | Álbum de Pop/Rock (apresentado por Roselyn Sanchez, Daryl Hall e John Oates)                                                   |
| - Fleetwood Mac - Matchbox 20 - 3 Doors Down                                    | - Justified - Justin Timberlake - Fallen - Evanescence - Come Away with Me - Norah Jones - Cocky - Kid Rock                    |
| Cantor de Country (apresentado por Jo Dee Messina, Glen Campbell e Keith Urban) | Cantora de Country (apresentado por Nick Lachey e Jessica Simpson)                                                             |
| - Tim McGraw - Kenny Chesney - Alan Jackson - Toby Keith                        | - Faith Hill - Martina McBride - Shania Twain                                                                                  |
| Banda/Dupla/Grupo de Country (apresentado por Tom Green e Lance Bass)           | Álbum de Country (apresentado por Smothers Brothers)                                                                           |
| - Alabama - Brooks & Dunn - Dixie Chicks                                        | - Unleashed - Toby Keith - Tim McGraw and the Dancehall Doctors - Tim McGraw - Melt - Rascal Flatts - Up! - Shania Twain       |
| Cantor de Soul/R&B (apresentado por Heather Headley e Monica)                   | Cantora de Soul/R&B (apresentado por Jenny McCarthy e Lil Jon)                                                                 |
| - Luther Vandross - Ginuwine - Jaheim - R. Kelly                                | - Aaliyah - Ashanti - Beyonce                                                                                                  |
| Banda/Dupla/Grupo de Soul/R&B                                                   | Álbum de Soul/R&B (apresentado por Michael Chiklis e Uncle Kracker)                                                            |
| - Isley Brothers - B2K - Dru Hill                                               | - Dance with My Father - Luther Vandross - Chapter II - Ashanti - Dangerously in Love - Beyoncé - Chocolate Factory - R. Kelly |
| Cantor de Rap/Hip Hop (apresentado por Jessica Alba e Jason Mraz)               | Cantora de Rap/Hip Hop (apresentado por Nick Cannon e Bow Wow)                                                                 |
| - 50 Cent - Eminem - Nelly - Sean Paul                                          | - Missy Elliott - Eve - Lil' Kim                                                                                               |
| Banda/Dupla/Grupo de Rap/Hip Hop                                                | Álbum de Rap/Hip Hop |
| - Lil Jon & The East Side Boyz - The Black Eyed Peas - Bone Crusher             | - Get Rich or Die Tryin' - 50 Cent - Under Construction - Missy Elliott - Dutty Rock - Sean Paul - 8 Mile - Vários artistas    |
| Artista de Música Adult Contemporary                                            | Artista de Música Alternativa (apresentado por Tim McGraw e Kelly Preston)                                                     |
| - Celine Dion - Cher - Norah Jones                                              | - Linkin Park - Coldplay - Metallica                                                                                           |
| Artista de Música Latina                                                        | Artista Inspirador Contemporâneo (apresentado por Rascal Flatts)                                                               |
| - Ricky Martin - Kumbia Kings - Luis Miguel                                     | - Steven Curtis Chapman - MercyMe - Third Day                                                                                  |